# 十五夜クライシス〜君に逢いたい〜
「十五夜クライシス〜君に逢いたい〜」（じゅうごやクライシス・きみにあいたい）は、日本のロックバンド・Hundred Percent Freeの4作目のシングル。

## 概要
- 前作「ROCK CLIMBER」から約4ヶ月ぶり、アルバム『JET!JET!!JET!!!』からの先行シングル。
- 表題曲はテレビアニメ『名探偵コナン』のエンディングテーマに起用された。『名探偵コナン』へのタイアップは「Hello Mr. my yesterday」以来3作ぶり2度目となった[1][2]。
- カップリング曲は『佐鳴予備校』のCMソングに起用された。カップリング曲にタイアップが付くのは自身初となった。
- 初回生産分のみの名探偵コナン盤とHundred Percent Free盤の2形態で発売された。名探偵コナン盤のジャケットは描き下ろしアニメ絵柄仕様で、表題曲と「Hello Mr. my yesterday」のテレビサイズバージョンが、Hundred Percent Free盤は表題曲とカップリング曲のインストゥルメンタルがそれぞれ収録されている[1]。

## 収録曲
1. 十五夜クライシス〜君に逢いたい〜 [3:42]
作詞：Tack、Ko-KI、L(R)UCCA
作曲：SIG
編曲：寺地秀行、Hundred Percent Free
コーラスアレンジ：寺地秀行
『名探偵コナン』への書き下ろしで、歌詞は「逢いたい人に逢えない、でもあきらめない」という江戸川コナンと毛利蘭の状況をクライシスというキーワードを元に書かれている。また、タイトルは『名探偵コナン』テレビアニメ15周年に因んで命名された[1]。
2. NAME [3:24]
作詞：Tack、Ko-KI
作曲：SIG
編曲：Hundred Percent Free
3. 十五夜クライシス〜君に逢いたい〜 (TV SIZE) [1:24]
作詞：Tack、Ko-KI、L(R)UCCA
作曲：SIG
編曲：寺地秀行、Hundred Percent Free
コーラスアレンジ：寺地秀行
名探偵コナン盤のみ収録されている、表題曲のテレビサイズ。
4. Hello Mr. my yesterday (TV SIZE) [1:20]
作詞：Tack、Ko-KI、L(R)UCCA
作曲：TAKA
編曲：寺地秀行、Hundred Percent Free
コーラスアレンジ：寺地秀行
名探偵コナン盤のみ収録されている、1stシングルの表題曲のテレビサイズ。
5. 十五夜クライシス〜君に逢いたい〜 (Instrumental) [1:24]
作曲：SIG
編曲：寺地秀行、Hundred Percent Free
コーラスアレンジ：寺地秀行
Hundred Percent Free盤のみ収録されている、表題曲のインストゥルメンタル。
6. NAME (Instrumental) [1:21]
作曲：SIG
編曲：Hundred Percent Free
Hundred Percent Free盤のみ収録されている、カップリング曲のインストゥルメンタル。

## 参加ミュージシャン
Hundred Percent Free
- Tack：Vocal & MC
- Ko-KI：Vocal & MC
- SIG：Guitar
- KAZ：Drums
- B-BURG：Hybrid Programming

## タイアップ
- 日本テレビ系列アニメ『名探偵コナン』シーズン16第1期エンディングテーマ (#1)
- 株式会社さなる『佐鳴予備校』CMソング (#2)

## 収録アルバム
- JET!JET!!JET!!! (#1,2)
- 百年物語〜The Complete Best〜 (#1)
- THE BEST OF DETECTIVE CONAN 4 〜名探偵コナン テーマ曲集4〜 (#1)